# Bristol Britannia
Bristol Type 175 Britannia – brytyjski samolot pasażerski średniego i dalekiego zasięgu opracowany na początku lat 50. XX wieku przez przedsiębiorstwo Bristol Aeroplane Company. Był to jeden z ostatnich samolotów tego typu napędzany silnikami turbośmigłowymi.
Pierwszy lot samolotu miał miejsce 16 sierpnia 1952 roku, jednak ze względu na problemy z zamarzaniem silników prace nad konstrukcją wydłużyły się, a Britannia odbyła swój pierwszy rejs dopiero 1 lutego 1957 roku na obsługiwanej przez linie BOAC trasie Londyn-Johannesburg.
Łącznie zbudowano 85 egzemplarzy samolotu. Na bazie samolotu opracowany został morski samolot rozpoznawczy Canadair CP-107 Argus oraz samolot pasażersko-transportowy Canadair CL-44 (CC-106 Yukon).